# Miho Igarashi
Miho Igarashi (jap. 五十嵐未帆 Igarashi Miho; ur. 17 stycznia 1997) – japońska zapaśniczka walcząca w stylu wolnym. Mistrzyni Azji w 2020. Srebrna medalistka halowych igrzysk azjatyckich w 2017. Triumfatorka akademickich MŚ w 2018. Pierwsza w Pucharze Świata w 2018. 
Mistrzyni świata juniorów w 2015 i 2016. Mistrzyni świata U-23 w 2017 i 2018 roku.